# Heerlijkheid Langel
Langel is de naam van een voormalige heerlijkheid die gelegen was aan de Maas. De heerlijkheid maakte deel uit van het Land van Herpen.
De naam Langel heeft de heerlijkheid gekregen wegens de langgrerekte vorm ervan. Na het ontstaan van Ravenstein (zie onder) werd het opgedeeld in Overlangel en Neerlangel.
Namen van enkele heren zijn:
- Albertus van Langel, in 1191
- Reinout van Langel, in 1330

In 1360 werd het kasteel van de heren van het Land van Herpen verplaatst naar het huidige Ravenstein, een plaatsje dat zich weldra bij dit kasteel ontwikkelde en in 1380 stadsrechten kreeg. Men sprak sindsdien van het Land van Ravenstein, maar het stadje lag tussen Overlangel en Neerlangel in. Ook Neerloon, een enclave van het Land van Cuijk, lag tussen beide plaatsjes in. Uiteindelijk werd "Langel" de naam die gebruikt werd voor Neerlangel.
Sinds 1700 ging dit Langel samen met Demen en vormde aldus de gemeente Demen en Langel. Op last van Napoleon werd deze gemeente in 1810 met het naburige Dieden samengevoegd tot de gemeente Dieden, Demen en Langel. In 1923 werd deze gemeente bij de gemeente Ravenstein gevoegd en in 2003 werd deze op haar beurt geannexeerd door de gemeente Oss.